# 今治市伊東豊雄建築ミュージアム
今治市伊東豊雄建築ミュージアム（いまばりしいとうとよおけんちくミュージアム、英称: Toyo Ito Museum of Architecture, Imabari）は、愛媛県今治市大三島にある建築美術館である。 建築家の伊東豊雄の建築作品が展示されている。

## 概要
ところミュージアム大三島を寄贈した所敦夫が伊東豊雄に設置を提案したことをきっかけに設置が計画され、2011年7月30日にオープンした。施設建設費には市の他、伊東豊雄や所敦夫などの寄付金が活用されている。
施設は伊東豊雄の作品を展示しているスティールハットと旧邸宅を再現したシルバーハットの2棟の建物で構成されている。伊東豊雄が設計した図面や建築物が展示されている他、建築物の模型などを展示している他シルバーハットにはワークショップスペースが設けられている。両施設とも伊東豊雄が設計しており、施設自体が展示物となっている。
近くには現在彫刻などを展示したところミュージアムが立地している他、島内には彫刻家の岩田健の彫刻を展示した今治市岩田健母と子のミュージアムや村上三島記念館など複数のアート展示施設が立地している。

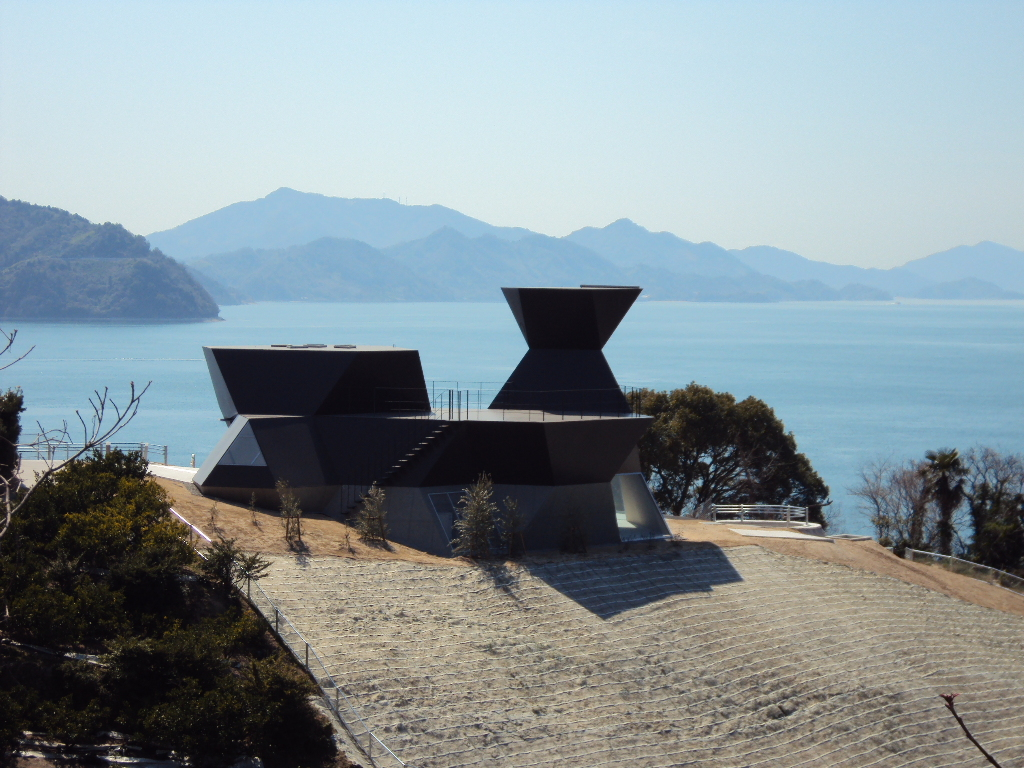
スティールハット
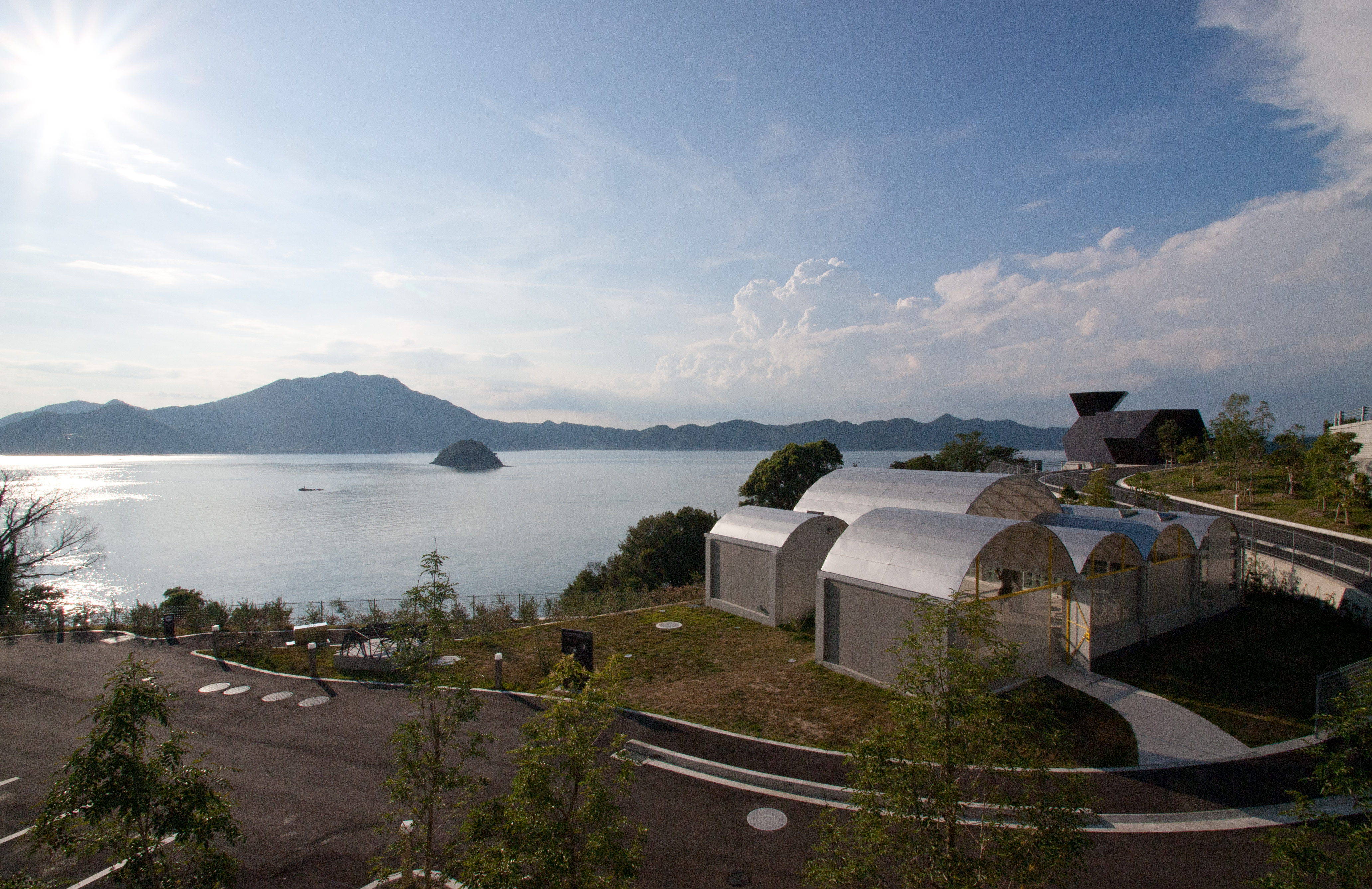
シルバーハット

## 利用案内
- 所在地 - 愛媛県今治市大三島町浦戸2418
- 開館時間 - 9:00～17:00
- 休館日 - 月曜日（祝日には翌日振替）、年末
- 駐車場 - 7台

## アクセス
- 瀬戸内海交通「ところミュージアム」停留所から徒歩約3分。

## 周辺
- ところミュージアム大三島

## 島内の主な美術館
- 今治市大三島美術館
- ところミュージアム大三島
- 今治市岩田健母と子のミュージアム
- 村上三島記念館